# Société de cautionnement
Une société de cautionnement est une société créée par une banque dans le but de réduire les frais de cautionnement pour les particuliers (pas de frais d'inscription à la conservation des hypothèques, pas de frais de notaire), dans le cas d'un achat immobilier. Ce type de garantie s'avère avantageux pour les clients et aussi rentable pour les banques. 

## Avantage
La caution présente l'avantage de ne pas nécessiter de mainlevée puisqu'il s'agit d'un acte sous seing privé qui n'a pas de formalisme juridique particulier. Cet avantage est particulièrement important en cas de changement de logement. L'avantage est que les formalités sont simples, réduites et rapides.

## Fonctionnement
La société de cautionnement s'engage à se substituer au débiteur en cas de défaillance de ce dernier. En contrepartie, l'emprunteur doit verser à la société de cautionnement, dès le déblocage des fonds, une contribution proportionnelle au montant de son prêt.
Néanmoins, si elle est amenée à payer, la caution aura la possibilité de se retourner contre l’emprunteur et de procéder à une saisie-exécution sur n’importe quel actif du débiteur.
Le prêt cautionné est rapide à mettre en place et assure par la suite une meilleure protection de l’emprunteur.

## Contribution
Cette somme est composée de :
- une contribution à un fonds mutuel de garantie qui peut parfois être en partie reversée à la fin de son crédit s'il n'y a eu aucun problème (comme le Crédit Logement par exemple), ou définitivement acquise par l'organisme de caution (cas des organismes bancaires) ;
- une commission, définitivement acquise par l'organisme de caution.

- Il faut donc comparer le coût initial et final entre organismes de cautionnement type Crédit Logement et ceux type bancaire. Cette contribution varie proportionnellement en fonction du montant d'un prêt (en pratique de 0,5 % à 2 %).

## Société de cautionnement

### France
- AGPM (pour les militaires)
- CAMCA (Crédit Agricole)
- CASDEN (pour les fonctionnaires de l’Education nationale)
- CMH (Crédit Mutuel)
- CNP Assurances
- Crédit Logement
- MNCAP
- SACCEF (Caisse d’Epargne)
- SOCAMI (Banque Populaire)